# Fleabag
Fleabag is een Britse dramedy, gemaakt door Phoebe Waller-Bridge, die ook de hoofdrol speelt. Het eerste seizoen ging in première op 21 juli 2016 en het tweede seizoen op 4 maart 2019. De serie speelt zich af in Londen en volgt het turbulente leven van de jonge vrouw Fleabag. Net5 startte op 12 november 2019 met het uitzenden van de serie in Nederland, maar de kijkcijfers vielen behoorlijk tegen.

## Rolverdeling
| Acteur               | Personage            | Seizoen | Seizoen | Totaal |
| Acteur               | Personage            | 1       | 2       | Totaal |
| -------------------- | -------------------- | ------- | ------- | ------ |
| Phoebe Waller-Bridge | Fleabag              | 6 afl.  | 6 afl.  | 12     |
| Sian Clifford        | Claire               | 6 afl.  | 6 afl.  | 12     |
| Olivia Colman        | Fleabag's peetmoeder | 4 afl.  | 5 afl.  | 9      |
| Jenny Rainsford      | Boo                  | 6 afl.  | 3 afl.  | 9      |
| Bill Paterson        | Fleabag's vader      | 5 afl.  | 4 afl.  | 9      |
| Brett Gelman         | Martin               | 4 afl.  | 4 afl.  | 8      |
| Andrew Scott         | De priester          |         | 6 afl.  | 6      |
| Hugh Skinner         | Harry                | 3 afl.  | 3 afl.  | 6      |
| Ben Aldridge         | Arsehole Guy         | 4 afl.  | 1 afl.  | 5      |
| Hugh Dennis          | Bank Manager         | 3 afl.  | 1 afl.  | 4      |
| Jamie Demetriou      | Bus Rodent           | 2 afl.  |         | 2      |
| Ray Fearon           | Hot Misogynist       |         | 2 afl.  | 2      |
| Angus Imrie          | Jake                 |         | 2 afl.  | 2      |
| Christian Hillborg   | Klare                |         | 2 afl.  | 2      |

## Afleveringen
| Seizoen | Seizoen | Afleveringen | Uitgezonden       | Uitgezonden        |
| Seizoen | Seizoen | Afleveringen | Eerste aflevering | Laatste aflevering |
| ------- | ------- | ------------ | ----------------- | ------------------ |
|         | 1       | 6            | 21 juli 2016      | 25 augustus 2016   |
|         | 2       | 6            | 4 maart 2019      | 8 april 2019       |

### Seizoen 1
| Nr. | Afl. | Titel       | Regisseur      | Schrijver            | Uitzenddatum     |
| --- | ---- | ----------- | -------------- | -------------------- | ---------------- |
| 1   | 1    | "Episode 1" | Tim Kirkby     | Phoebe Waller-Bridge | 21 juli 2016     |
| 2   | 2    | "Episode 2" | Harry Bradbeer | Phoebe Waller-Bridge | 28 juli 2016     |
| 3   | 3    | "Episode 3" | Harry Bradbeer | Phoebe Waller-Bridge | 4 augustus 2016  |
| 4   | 4    | "Episode 4" | Harry Bradbeer | Phoebe Waller-Bridge | 11 augustus 2016 |
| 5   | 5    | "Episode 5" | Harry Bradbeer | Phoebe Waller-Bridge | 18 augustus 2016 |
| 6   | 6    | "Episode 6" | Harry Bradbeer | Phoebe Waller-Bridge | 25 augustus 2016 |

### Seizoen 2
| Nr. | Afl. | Titel       | Regisseur      | Schrijver            | Uitzenddatum  |
| --- | ---- | ----------- | -------------- | -------------------- | ------------- |
| 7   | 1    | "Episode 1" | Harry Bradbeer | Phoebe Waller-Bridge | 4 maart 2019  |
| 8   | 2    | "Episode 2" | Harry Bradbeer | Phoebe Waller-Bridge | 11 maart 2019 |
| 9   | 3    | "Episode 3" | Harry Bradbeer | Phoebe Waller-Bridge | 18 maart 2019 |
| 10  | 4    | "Episode 4" | Harry Bradbeer | Phoebe Waller-Bridge | 25 maart 2019 |
| 11  | 5    | "Episode 5" | Harry Bradbeer | Phoebe Waller-Bridge | 1 april 2019  |
| 12  | 6    | "Episode 6" | Harry Bradbeer | Phoebe Waller-Bridge | 8 april 2019  |

## Ontvangst

### Recensies

#### Seizoen 1
Op Rotten Tomatoes geeft 100% van de 40 recensenten het eerste seizoen een positieve recensie, met een gemiddelde score van 8,5/10. Website Metacritic komt tot een score van 88/100, gebaseerd op 19 recensies.
NRC gaf een positieve recensie en noemde Fleabag een van de beste comedyseries van het afgelopen tv-seizoen.

#### Seizoen 2
Op Rotten Tomatoes geeft 100% van de 78 recensenten het tweede seizoen een positieve recensie, met een gemiddelde score van 9,29/10. Website Metacritic komt tot een score van 96/100, gebaseerd op 19 recensies.
De Volkskrant gaf het tweede seizoen 5 sterren en schreef: "Het tweede seizoen van Fleabag bereikt een staat van perfectie."

### Prijzen en nominaties
Een selectie:
| Jaar      | Prijs                     | Categorie                                     | Genomineerde                            | Resultaat   |
| Seizoen 2 | Seizoen 2                 | Seizoen 2                                     | Seizoen 2                               | Seizoen 2   |
| --------- | ------------------------- | --------------------------------------------- | --------------------------------------- | ----------- |
| 2019      | Emmy Award (71ste editie) | Beste comedyserie                             | Fleabag                                 | Gewonnen    |
| 2019      | Emmy Award (71ste editie) | Beste vrouwelijke hoofdrol in een comedyserie | Phoebe Waller-Bridge                    | Gewonnen    |
| 2019      | Emmy Award (71ste editie) | Beste vrouwelijke bijrol in een comedyserie   | Sian Clifford                           | Genomineerd |
| 2019      | Emmy Award (71ste editie) | Beste vrouwelijke bijrol in een comedyserie   | Olivia Colman                           | Genomineerd |
| 2019      | Emmy Award (71ste editie) | Beste regie van een comedyserie               | Harry Bradbeer (voor "Episode 1")       | Gewonnen    |
| 2019      | Emmy Award (71ste editie) | Beste scenario voor een comedyserie           | Phoebe Waller-Bridge (voor "Episode 1") | Gewonnen    |